# 15359 Dressler
15359 Dressler eller 1995 GV2 är en asteroid i huvudbältet som upptäcktes den 2 april 1995 av Spacewatch vid Kitt Peak-observatoriet. Den är uppkallad efter geologen Burkhard Dressler.
Asteroiden har en diameter på ungefär 7 kilometer.